# 王坝镇 (礼县)
王坝镇，原为王坝乡，是中华人民共和国甘肃省陇南市礼县下辖的一个乡镇级行政单位。2018年3月撤乡设镇。区划代码改为621226119。

## 行政区划
王坝镇下辖以下地区：
山青村、张坝村、翟坝村、王坝村、录柳村、金阳村、芦义村、双坪村、佐家村、宋山村、肖坝村、曹堎村、何崖村、杨沟村和姚庄村。